# Carlos Carrasco Sanz
Carlos Carrasco Sanz (Madrid, 20 giugno 1997) è un giocatore di football americano spagnolo, che gioca come offensive lineman per i Madrid Bravos.
Ha giocato dal 2008 al 2022 per i Las Rozas Black Demons, intervallando con questi la militanza nei Seinäjoki Crocodiles e nei Wasa Royals. Nel 2023 è passato ai Cologne Centurions e nel 2024 ai Madrid Bravos.

## Famiglia
Suo fratello Javier è suo compagno di squadra ai Bravos.

## Palmarès
- 1 Copa de España (Las Rozas Black Demons: 2022)
- 1 LNFA Serie B (Las Rozas Black Demons: 2017)